# ESO 77-14
ESO 77-14 (również AM 2317-692) – połączona para galaktyk znajdująca się w gwiazdozbiorze Indianina w odległości około 550 milionów lat świetlnych od Ziemi. Obie galaktyki mają podobne rozmiary. Łączy je wyraźny pomost materii. Galaktyka po prawej stronie ma długie, rozciągnięte ramię spiralne. Galaktyki te znajdują się w fazie łączenia.